# Torn (chanson)
Pour les articles homonymes, voir Torn.
Singles de Ednaswap
Glow
(1995) Clown Show
(1997)
Torn est une chanson écrite et composée par Scott Cutler (en), Anne Preven (en) et Phil Thornalley.
Elle est enregistrée pour la première fois en 1993 par la chanteuse danoise Lis Sørensen sous le titre Brændt, puis en 1995 par le groupe de rock alternatif américain Ednaswap (en) dont Scott Cutler et Anne Preven sont membres.
Reprise en 1997 par la chanteuse australienne Natalie Imbruglia, elle connaît un important succès international.

## Histoire de la chanson[1]
Scott Cutler et Anne Preven, qui sont membres du groupe de rock américain Ednaswap, composent la chanson avec le producteur britannique Phil Thornalley au début des années 1990. Les démos sont enregistrées pour lancer Anne Preven en solo mais ne trouvent pas preneur auprès des labels musicaux. Le groupe Ednaswap interprète la chanson sur scène.
Parvenue aux oreilles d'un producteur danois qui l'apprécie, elle est enregistrée en 1993 par la chanteuse Lis Sørensen sous le titre Brændt avec des paroles adaptées en danois par Elisabeth Gjerluff Nielsen.
En 1995, le groupe Ednaswap l'enregistre à son tour sur son premier album homonyme dont elle est le second extrait en single.
En 1997, Phil Thornalley entre en contact avec l'artiste australienne Natalie Imbruglia par l'intermédiaire de son éditeur musical qui propose que la chanteuse enregistre une nouvelle version de Torn. Le single sort en octobre 1997 et devient un grand succès mondial.

## Version de Natalie Imbruglia
Singles de Natalie Imbruglia
Big Mistake
(1998)
Torn est le premier single de la chanteuse australienne Natalie Imbruglia sorti le 27 octobre 1997, extrait de l'album Left of the Middle.

### Distinctions
Torn reçoit plusieurs récompenses en 1998 : chanson de l'année, révélation de l'année en single, meilleure vente d'un single australien aux ARIA Music Awards, meilleure chanson aux MTV Europe Music Awards, et le MTV Video Music Award du meilleur nouvel artiste,,.
En 1999, grâce à la chanson, Natalie Imbruglia est nommée pour le Grammy Award de la meilleure chanteuse pop.

### Clip
Réalisé par Alison Maclean (en) il met en scène Natalie Imbruglia et l'acteur britannique Jeremy Sheffield qui jouent un couple dans un appartement filmé constamment sous le même angle. Des techniciens apparaissent de temps en temps et positionnent les deux personnages ou déplacent des accessoires. Natalie Imbruglia est parfois filmée seule au premier plan en train de chanter. À la fin du clip, les techniciens démontent l'appartement qui n'était qu'un décor.
Le clip obtient une nomination pour le MTV Video Music Award de la meilleure vidéo féminine et pour le choix des télespectateurs de MTV Australie en 1998.

### Classements et certifications
| Classement (1997-1998)                     | Meilleure position |
| ------------------------------------------ | ------------------ |
| Allemagne (GfK Entertainment)              | 4                  |
| Australie (ARIA)                           | 2                  |
| Autriche (Ö3 Austria Top 40)               | 3                  |
| Belgique (Flandre Ultratop 50 Singles)     | 1                  |
| Belgique (Wallonie Ultratop 50 Singles)    | 5                  |
| Canada (RPM 100 Singles)                   | 1                  |
| Danemark (IFPI)                            | 1                  |
| Écosse (OCC)                               | 2                  |
| Espagne (AFYVE)                            | 1                  |
| États-Unis (Billboard Hot 100)             | 42                 |
| États-Unis (Hot 100 Airplay (Radio Songs)) | 1                  |
| États-Unis (Hot Adult Contemporary Tracks) | 4                  |
| États-Unis (Top 40 Mainstream)             | 1                  |
| Finlande (Suomen virallinen lista)         | 8                  |
| France (SNEP)                              | 4                  |
| Irlande (IRMA)                             | 4                  |
| Italie (FIMI)                              | 2                  |
| Norvège (VG-lista)                         | 6                  |
| Nouvelle-Zélande (RMNZ)                    | 5                  |
| Pays-Bas (Nederlandse Top 40)              | 2                  |
| Pays-Bas (Single Top 100)                  | 3                  |
| Royaume-Uni (UK Singles Chart)             | 2                  |
| Suède (Sverigetopplistan)                  | 1                  |
| Suisse (Schweizer Hitparade)               | 2                  |

| Pays                    | Certification | Date       | Unités certifiées |
| ----------------------- | ------------- | ---------- | ----------------- |
| Allemagne (BVMI)        | Or            | 1998       | 250 000           |
| Australie (ARIA)        | Platine       | 1998       | 70 000            |
| Belgique (BEA)          | Platine       | 30/01/1998 | 50 000            |
| Danemark (IFPI Danmark) | Or            | 02/2020    | 45 000            |
| France (SNEP)           | Or            | 17/03/1998 | 250 000           |
| Italie (FIMI)           | Platine       | 2023       | 100 000           |
| Norvège (IFPI)          | Or            | 1998       |                   |
| Nouvelle-Zélande (RMNZ) | Or            | 02/1998    | 5 000             |
| Pays-Bas (NVPI)         | Or            | 1998       | 50 000            |
| Royaume-Uni (BPI)       | 4 × Platine   | 16/08/2024 | 2 400 000         |
| Suède (GLF)             | Platine       | 12/02/1998 | 30 000            |
| Suisse (IFPI)           | Or            | 1998       | 25 000            |

## Autres reprises
La chanteuse norvégienne Trine Rein (en) a repris Torn en 1996, cette version a atteint la 10e place du classement des ventes en Norvège.
D'autres artistes ont enregistré la chanson : Natalie Browne (en), Off by One, Hands Like Houses...